# Hurricanes de la Sarre
Stade
Hurricanes de la Sarre (Saarland Hurricanes) est un club allemand de football américain basé à Sarrebruck. Ce club qui évolue au Ludwigsparkstadion fut fondé en 1982.
Fondé en 1997, les Saarland Hurricanes sont issus de la fusion entre l'équipe de Dillingen Steelhawks et celle des Saarbrücken Wolfen[réf. nécessaire].